# Anielka Kromicka
Anielka P. Kromicka – bohaterka powieści Henryka Sienkiewicza Bez dogmatu.
Anielka jest kuzynką Leona Płoszowskiego, którego darzy bezgraniczną miłością. Niestety Leon przefilozofował tę miłość i w przypływie emocji kobieta zostaje przez niego odtrącona. Wychodzi za mąż za innego mężczyznę - Karola Kromickiego, kupca, spekulanta. Leon nie może sobie darować swojej decyzji. Kocha Angielkę do szaleństwa, ale ona za wszelką cenę chce dotrzymać wierności małżeńskiej. Takie ma zasady, w przeciwieństwie do Leona, który żyje "bez dogmatu". Wkrótce zachodzi w ciążę, a komplikacje z nią związane powodują śmierć bohaterki. Nim umrze wyzna Leonowi wielka miłość, której się całe życie opierała. Wcześniej umrze Kromicki, popełniając samobójstwo z powodu złej sytuacji finansowej. 